# Nissoria
Nissoria (Nissurìa in siciliano) è un comune italiano di 2 794 abitanti del libero consorzio comunale di Enna in Sicilia.

## Storia
La storia di Nissoria è legata a due diverse zone del suo territorio: il soleggiato altipiano, posto al centro di verdi vallate, che è occupato dall'attuale centro abitato, e la contrada oggi denominata Torre che fin dal VI secolo ospitò l'antica Nysura, colonia fondata da immigrati di stirpe orientale che vi introdussero il culto per san Gregorio, patriarca degli Armeni, rimasto venerato protettore di Nissoria fino al 28 aprile 1855.
La presenza di notevoli resti di fortificazione (XIII secolo) e il ritrovamento (1953) di splendidi reperti di oreficeria bizantina (VI - VII secolo) descritti negli Atti dell'Accademia dei Lincei confermano l'importanza raggiunta dal sito. Il Qalat Musarìah sottomesso dagli Arabi quasi certamente nell'861, fu successivamente assegnato al vescovo di Troina dal Gran Conte Ruggero, per passare poi, nel 1095-1096, alla giurisdizione del Vescovo di Messina ed essere, quindi, retto dai Basiliani che, ancora nel 1309, provvedevano alla riscossione delle decime sul casale Nysura, erroneamente indicato con il nome di "Nagaria". Con Federico II (1194–1250) che, probabilmente, nel corso delle rivalità con la Santa Sede, pur lasciando alla Chiesa il diritto di riscossione delle decime, assegnò il governo del territorio alla nobiltà laica isolana, ebbe inizio la cronologia ufficiale dei Casati ai quali fu concesso il possesso e con esso i privilegi sui 24 feudi dell'omonima "Nobile Baronia" e sul casale Nysura, il cui nome si trasformerà lentamente in Nissoria.
La cronologia inizia con Virgilio De Catania, ritenuto l'artefice degli ultimi rimaneggiamenti apportati alla fortificazione della Contrada Torre, seguirono successivamente i De Sano, i De Marchisio, i Ventimiglia, per finire con i Moncada che, nell'intento di favorire la colonizzazione e il conseguente sfruttamento di vaste aree incolte presenti nel versante orientale della Baronia, nell'anno 1746, ad opera di Francesco Rodrigo Moncada Ventimiglia Aragona, Principe di Paternò, diedero inizio alla fondazione dell'odierna Nissoria «...Permettersi la fabbrica delle case proporzionate per la sua abitazione e de' suoi familiari e di tutta la gente, che dovea, e potea coltivare, ed arbitriare quel fondo…» e la costruzione del fondaco «…per alloggiamento de' passeggieri…».
Oggi Nissoria si estende su un territorio di 6.162 ettari; il nuovo centro abitato sorse sulla Consolare PA/CT, oggi Strada statale 121 Catanese, lo ospitò un soleggiato altipiano a 660 m s.l.m. posto sui monti Erei, a ridosso della media del fiume Salso, circondato dai colli delle Serre e del Bosco, tra Agira, Assoro e Leonforte, a km 1,5 ca. dal preesistente insediamento di Contrada Torre. Dal 1926 appartiene alla provincia di Enna (km 27).

### Simboli
Lo stemma e il gonfalone sono stati concessi con regio decreto del 22 maggio 1942.
Il gonfalone è un drappo di azzurro.

## Monumenti e luoghi d'interesse
Il più importante monumento di Nissoria è sicuramente la chiesa madre dedicata al patrono della città, San Giuseppe.
Da visitare inoltre il Museo etno-antropologico articolato sulla cultura contadina e in particolare sul ciclo del grano e sul ciclo dell'olio.
Da visitare inoltre le zone limitrofe al centro abitato, dove ancora esistono ruderi, prova ne è l'antica Torre nell'omonima contrada.

## Società

### Evoluzione demografica
Abitanti censiti

### Tradizioni e folclore

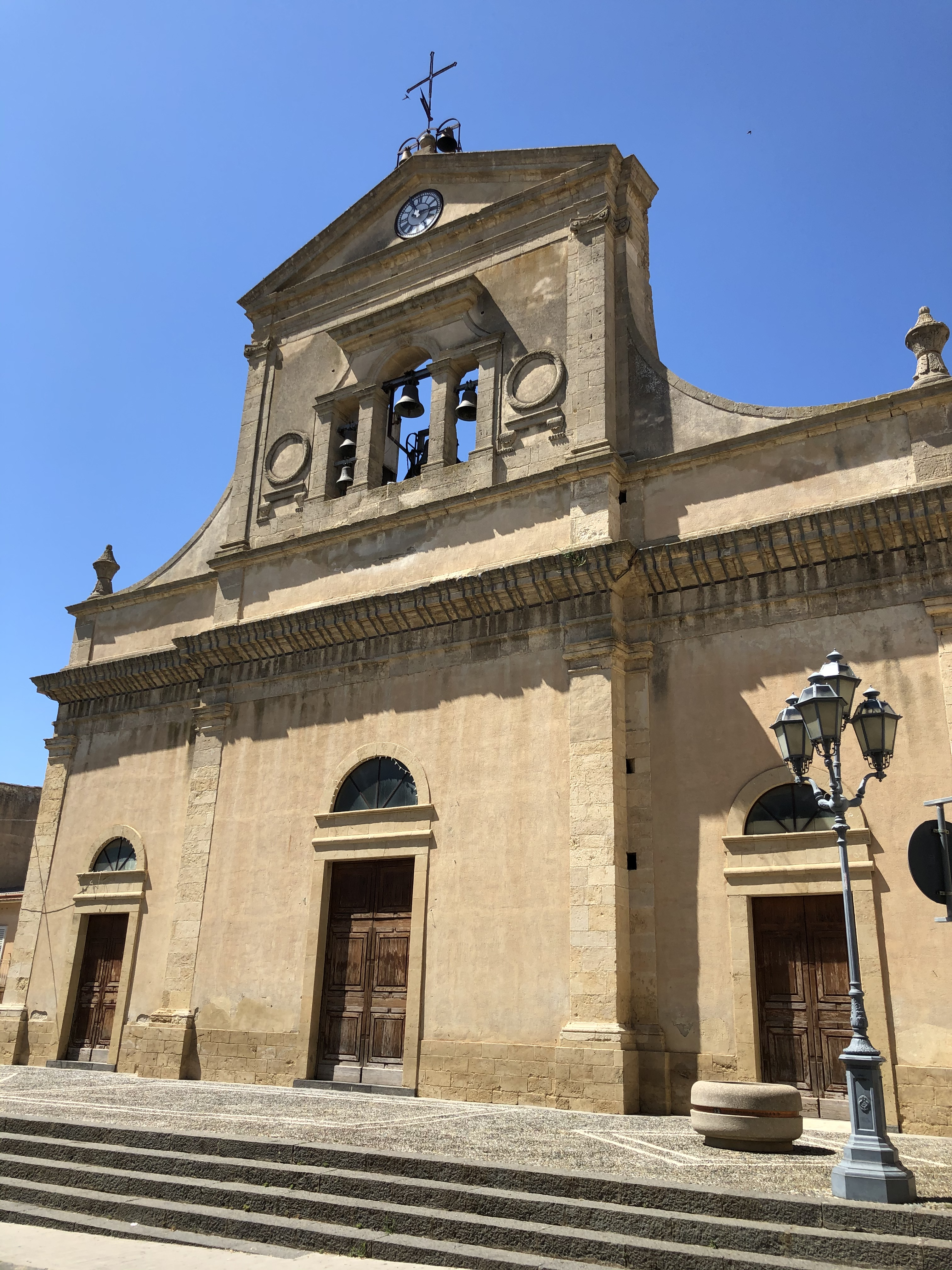
La chiesa di San Giuseppe

L'appuntamento più importante è la festa patronale di S.Giuseppe che si festeggia la prima domenica di agosto.

Le festività iniziano il mercoledì prima con riti religiosi e popolari, in genere si svolge un triduo di preparazione spirituale per il quale viene invitato un pastore esterno per la predicazione.

Il sabato si svolge la festa dell'emigrante, con la particolare e devota celebrazione della Santa Messa.

Il giorno di Domenica è la grande solennità nella quale si celebrano le Sante Messe e la processione per le principali vie del paese con il simulacro di San Giuseppe accompagnato dai fedeli e dalla banda musicale.
Il lunedì, giorno conclusivo, la processione si svolge in tutte le vie del paese, durante la quale fedeli devoti s'impegnano nella condivisione del pane.
Il 19 marzo, S. Giuseppe, hanno luogo le tradizionali tavulate che si ricollegano agli itinerari e alle manifestazioni della vicina Leonforte.
La Domenica delle Palme, l'entrata di Gesù a Gerusalemme, rappresentata in maniera singolare, inizia i riti della Settimana Santa.

Dalla chiesa Madre, alle 10:30, i fedeli con un ramoscello d'ulivo si recano al Calvario, dove si trova ad attenderli un bambino in groppa ad un asino. Il giovane, dell'età di nove-dieci anni, viene vestito con un saio bianco, capelli biondissimi e lunghi con la corona sopra il capo. Il clero, che guida la processione, al cospetto del bambino si inchina per baciargli i piedi. A quel punto il bambino si alza e con la mano destra benedice i fedeli, questi ultimi rispondono con il canto di: "Osanna al figlio di Davide".

Dopo la funzione religiosa il piccolo "Gesù" viene accompagnato nella propria abitazione, dove è stato predisposto un altare e un sontuoso trono. Seduto sul trono il bambino, attorniato da bambini vestiti da angeli, tolto il sandalo, poggerà il piede destro su un cuscino bianco finemente e preziosamente ricamato. Da quel momento, e per tutto il giorno, i fedeli cominciano a baciare il piede del bambino a cui verrà offerto in dono il tradizionale biscotto.
Si festeggiano inoltre la Festa di San Francesco da Paola (23 maggio) e le manifestazioni del Corpus Domini a giugno.
- Settimana santa, su parrocchianissoria.it.
- Corpus Domini, su parrocchianissoria.it.
- Festa di San Giuseppe, su parrocchianissoria.it.

## Economia
L'economia di Nissoria è basata prevalentemente sul settore dell'agricoltura. I settori industriale e terziario hanno un'importanza marginale.

## Amministrazione
Di seguito è presentata una tabella relativa alle amministrazioni che si sono succedute in questo comune.
| Periodo          | Periodo          | Primo cittadino       | Partito                                       | Carica              | Note  |
| ---------------- | ---------------- | --------------------- | --------------------------------------------- | ------------------- | ----- |
| 21 aprile 1989   | 26 maggio 1989   | Giuseppe Bertolo      | Partito Repubblicano Italiano                 | Sindaco             | [ 9 ] |
| 26 maggio 1989   | 22 dicembre 1989 | Girolamo Di Benedetto |                                               | Comm. straordinario | [ 9 ] |
| 22 dicembre 1989 | 1º dicembre 1992 | Vincenzo Testa        | Democrazia Cristiana                          | Sindaco             | [ 9 ] |
| 3 dicembre 1992  | 7 agosto 1993    | Salvatore Novello     | Partito Democratico della Sinistra            | Sindaco             | [ 9 ] |
| 7 agosto 1993    | 22 novembre 1993 | Salvatore Valguarnera |                                               | Comm. straordinario | [ 9 ] |
| 22 novembre 1993 | 1º dicembre 1997 | Salvatore Musumeci    | Movimento Sociale Italiano - Destra Nazionale | Sindaco             | [ 9 ] |
| 1º dicembre 1997 | 28 maggio 2002   | Angelo Murgo          | lista civica                                  | Sindaco             | [ 9 ] |
| 28 maggio 2002   | 15 maggio 2007   | Salvatore Rinaldi     | Casa delle Libertà                            | Sindaco             | [ 9 ] |
| 15 maggio 2007   | 29 maggio 2012   | Filippo Buscemi       | lista civica                                  | Sindaco             | [ 9 ] |
| 8 maggio 2012    | 12 giugno 2022   | Armando Glorioso      | lista civica                                  | Sindaco             | [ 9 ] |
| 13 giugno 2022   | in carica        | Rosario Colianni      | lista civica di centro-destra                 | Sindaco             | [ 9 ] |